# Prince Aimé
Prince Aimé, de son vrai nom Clovis Feugan Tokam, est un musicien, auteur-Compositeur camerounais originaire de Bahouan, dans l'ouest du Cameroun, et il est malvoyant.

## Biographie

### Début
Prince Aimé, originaire de Bahouan, dans l'ouest du Cameroun. En 1996, il commence sa formation musicale au Centre des handicapés de Buea, où il apprend la guitare, marquant le début de son parcours artistique malgré son handicap.

### Carrière
Début des années 2000, Il joue de la guitare dans les rues des grandes villes, gagnant une reconnaissance locale en apportant joie et émotion aux passants.
En 2004, il rencontre l'animateur Serge Pouth, qui l'introduit chez Flash Music. Il signe avec le label et sort un album incluant le tube Viviane, inspiré d'une histoire personnelle avec une femme nommée Vivienne. D'autres chansons comme Amis Handicapés et L'Ex-Chauffeur de Madame contribuent à sa notoriété.
En 2010, il tente de s'établir en France pour élargir sa carrière, mais cette aventure échoue, le poussant à revenir au Cameroun, illustrant les défis des artistes africains sur les marchés internationaux,.

## Renouveau et Succès
En 2024, en collaboration avec Easy Consulting et Calabash sa carrière connaît un renouveau grâce à la popularité de la reprise de "Viviane" par l'artiste Ivoirien Debordo Leekunfa,. Plusieurs remixes de "Viviane" voient le jour, celui de Debordo Leekunfa, Naza, et Wendy Shay l'artiste ghanéenne.
Un autre remixe est annoncé, incluant des collaborations avec Malhoox, Magasco et Lili Anoma. Cependant, des tensions avec Debordo Leekunfa sont rapportées, notamment un clash médiatique où Malhoox accuse Debordo de malhonnêteté.

## Discographie

### Solo

#### 2004
- Vivienne,
- Amis Handicapés,
- L'Ex-Chauffeur de Madame,
- Merci Papa Ndzongan, Hommage Au Chef,
- La Repentance,
- Je L’aime, sida,

### Collaborations

#### 2024
- Viviane (feat. Yemi Alade),
- Viviane (feat. Gifto La Russe, Watto de Souza, Aristide Mpacko, Snoopy la Mélodie, Kossovo d’Or, Jay-Ni Queen & La Chacala),
- Viviane (feat. Lili Anoma & Thérapie)

### Remixes

#### 2024
- Viviane par Debordo Leekunfa,
- Viviane par Naza,
- Viviane par Wendy Shay

Ces collaborations montrent son engagement récent avec des artistes internationaux et locaux.